# Hồ Xuân Phương
Hồ Xuân Phương (1943 - 2009, tại Huyện Quỳnh Lưu, Tỉnh Nghệ An) là một nhà kinh tế và chính khách Việt Nam. Ông có học hàm Giáo sư, học vị Tiến sỹ kinh tế, nguyên là Uỷ viên Thường trực chuyên trách Uỷ ban Kinh tế và ngân sách của Quốc hội. Giảng viên cao cấp, Nhà giáo nhân dân, Uỷ viên Hội đồng tư vấn chính sách tài chính - tiền tệ quốc gia, Uỷ viên Hội đồng chức danh giáo sư liên ngành Kinh tế - Luật - Luật, Uỷ viên Hội đồng khoa học ngành Tài chính đại biểu Quốc hội Việt Nam khóa 11 nguyên GĐ Học viện Tài chính, thuộc đoàn đại biểu Nghệ An.